# النساء في مجلس نواب الولايات المتحدة الأمريكية
وصلت النساء إلى عضوية مجلس نواب الولايات المتحدة الأمريكية والمجلس الأدنى وكونغرس الولايات المتحدة الأمريكية، المجلس الأعلى كان مجلس الشيوخ، منذ عام 1917 في أعقاب انتخاب الجمهورية جانيت رانكين من مونتانا في انتخابات العام 1916، والتي كانت أول امرأة تصل إلى الكونغرس. إجمالًا، شغلت 375 امرأة منصب عضو في مجلس النواب الأمريكي، وشغلت 7 نساء أخريات منصب عضو غير مصوت في مجلس النواب. حتى 7 من شهر مارس من عام 2023، هناك 125 امرأة في مجلس نواب الولايات المتحدة (دون احتساب 4 عضوات نساء غير مصوتات)، مما يجعل نسبة النساء في المجلس 28.7٪ من إجمالي الأعضاء. من بين ال 382 الذين شغلوا منصبًا في المجلس، كانت 251 منهن ديمقراطيات (بما في ذلك 4 عضوات عن تبعيات الولايات المتحدة الأمريكية وواشنطن)، وكانت 131 منهن جمهوريات (بما في ذلك 3 عضوات عن تبعيات الولايات المتحدة الأمريكية، من بينها إقليم هاواي). شغلت امرأة واحدة منصب الناطق باسم مجلس النواب الأمريكي، الديمقراطية نانسي بيلوسي عن ولاية كاليفورنيا.
انتخبت النساء لمجلس النواب عن 48 ولاية من أصل 50 ولاية. أصبحت مونتانا، في عام 1917، أول ولاية ترسل امرأة إلى الكونغرس، وأصبحت، فيرمونت، في عام 2023، أحدث ولاية تفعل ذلك. وكانت ولاية مسيسيبي وداكوتا الشمالية الولايتين اللتين لم تنتخبا نساءً لمجلس النواب، على الرغم من أن كلتا الولايتين انتخبتا نساء لمجلس الشيوخ. وأرسلت نساء إلى مجلس الشيوخ عن 5 أو 6 أقاليم في الولايات المتحدة، وكان جزر ماريانا الشمالية الإقليم الوحيد الذي لم ينتخب نساءً لمجلس النواب. انتخبت كاليفورنيا نساء أخريات إلى الكونغرس أكثر من أي ولاية أخرى، إذ انتخبت 46 نائبة أمريكية منذ العام 1923. حتى هذا اليوم، لم تكن أي ممن وصلن إلى مجلس النواب عضوة في مجلس الشيوخ في السابق، أو انتخبت لتمثل أكثر من ولاية واحدة في انتخابات غير متتالية، أو تغير حزبها أو تشغل منصب عضوة حزب ثالث في مسيرتها، ولو أن إحداهن أعيد انتخابها كمستقلة.
بات سايكي ومارثا كيز هما أكبر عضوتين إناث سابقتين سنًا وعلى قيد الحياة بعمر ال 92.

## أوائل النساء
كانت جانيت رانكين، عضوة جمهورية، عن ولاية مونتانا أول امرأة تنتخب إلى الكونغرس في انتخابات مجلس النواب لعام 1916، وقد حدث هذا قبل إقرار التعديل ال 19 للدستور في عام 1920 الذي منع الولايات والحكومة الفيدرالية من أن تنكر حق أي مواطن في الاقتراع بسبب جنسه. في 2 من شهر أبريل من عام 1917، أدت رانكين يمينها الدستورية إلى جانب أعضاء آخرين في الكونغرس ال 65.
ودخلت ماي نولان مجلس النواب في عام 1923 بصفتها أول امرأة كاثوليكية تنتخب لأي من مجلسي الكونغرس.
وكانت كلار بوث لوس، التي تحولت إلى الكنيسة الكاثوليكية في عام 1946 قبل أن تتقاعد كعضوة في مجلس النواب، أول أنثى تعتنق الكاثوليكية في أي من المجلسين.
ودخلت فلورنس براغ كاهن إلى مجلس النواب في عام 1925 كأول امرأة يهودية وبالتالي أول امرأة غير مسيحية تنتخب لأي من المجلسين.
دخلت تشيس جي وودهاوس، التي ولدت في كندا لوالدين أمريكيين، مجلس النواب في عام 1945 كأول امرأة مولودة خارج الولايات المتحدة تنتخب لأي من مجلسي الكونغرس. ومضت لتصبح أول امرأة تتزعم حزبًا في الكونغرس حين انتخبت سكرتيرة لتجمع المجلس الديمقراطي في عام 1949. وأصبحت لين مورلي مارتين أول امرأة جمهورية تنتخب لمنصب قيادة المجلس كنائبة لرئيس مؤتمر المجلس الجمهوري في عام 1985.
أصبحت مارغريت تشيس سميث أول امرأة تنتخب لكلا مجلسي الكونغرس، فقد دخلت أولًا مجلس النواب في عام 1940، قبل انتخابها لمجلس الشيوخ في عام 1948.
توفيت النائبة فيرا بوتشانان في عام 1955، مما جعلها أول امرأة من أي من مجلسي الكونغرس تتوفى وهي في منصبها.
دخلت باتسي مينك، الأمريكية الآسيوية، مجلس النواب في عام 1965 كأول امرأة ملونة تنتخب لأي من مجلسي الكونغرس.
دخلت شيرلي تشيشولم مجلس النواب في عام 1969 كأول امرأة أمريكية أفريقية تصل لأي من مجلسي الكونغرس.
في عام 1969، أصبحت النائبة تشارلوت ريد أول امرأة ترتدي بنطالًا في مجلس النواب أو في مجلس الشيوخ.
في عام 1973، أصبحت النائبة إيفون براثويت بورك أول عضو سواء من مجلس النواب أو مجلس الشيوخ تلد وهي في منصبها، وكانت أول عضو من الكونغرس يمنح إجازة أمومة بولادة ابنتها أوتوم.
في عام 1977 أصبحت ماري روز أوكار أول أمريكية عربية تنتخب للكونغرس.
فُتحت صالة رياضة مجلس النواب (دون أن يفتح المسبح الخاص بها) للنساء للمرة الأولى في عام 1985، إذ كانت صالة الرياضة في السابق متاحة للذكور فقط. وافتتح المسبح للنساء في عام 2009، إذ كان في السابق متاحًا للذكور فقط.
دخلت باربرا فوكانوفيتش مجلس النواب في عام 1983 كأول امرأة إسبانية أو لاتينية تصل إلى أي من مجلسي الكونغرس.
بعيدًا عن وفود المجلس التي كانت تتألف من عضو واحد، كان أول وفد في أي من مجلسي الكونغرس يتألف بأكمله من نساء من هاواي، في أواخر التسعينيات من القرن العشرين، بات سايكي وباتسي مينك. وكانتا أيضًا أول وفد من النساء الملونات في أي من المجلسين.
في عام 2013، أصبحت نيوهامشير أول ولاية تضم وفدًا بأكمله من النساء في كلا مجلسي الكونغرس.
دخلت إينيد جرين والدهولتز مجلس النواب في عام 1995 كأول امرأة مورمونية في ذلك المجلس، على الرغم من أنها كانت ثاني امرأة في الكونغرس، بعد السيناتور باولا هوكينز عن ولاية فلوريدا.
دخلت جو آن إيميرسون مجلس النواب في عام 1997 كأول امرأة، والوحيدة حتى الآن، يعاد انتخابها بصفتها لا ديمقراطية ولا جمهورية عن أي ولاية تصل إلى أي من المجلسين. فازت إيميرسون بانتخابين في 5 من شهر نوفمبر من عام 1996، والتي كانت انتخابات خاصة لإكمال الفترة المتبقية من ولاية زوجها في الكونغرس رقم 104، وانتخابات عامة لولاية كاملة في الكونغرس رقم 105. نالت إيمرسون ترشيحًا جمهوريًا لولاية غير منتهية، إلا أن مقعد الحزب لانتخاب نظامي كان شاغرًا مسبقًا من قبل منافس آخر. وفقًا لقانون ميسوري، لم تكن إيمرسون مؤهلة للترشح عن الحزب الجمهوري، ولذلك سعت لتنتخب من جديد وفازت بولايتها الكاملة الأولى كمستقلة. أدت إيمرسون قسم المنصب قبل أن تنضم للجمهوريين بعد أيام قليلة.
دخلت تامي بالدوين، السحاقية، مجلس النواب في عام 1999 كأول امرأة من مجتمع الميم تصل إلى أي من مجلسي الكونغرس.
ارتقت نانسي بيلوسي، الديمقراطية، ضمن صفوف قيادة حزبها لتنتخب كمتحدثة باسم الحزب في عام 2002، قبل أن ترقى إلى منصب قائد التجمع وقائد الأقلية في السنة التالية، الأمر الذي جعلها أول امرأة تشغل منصبي المتحدث باسم الحزب وقائد التجمع في أي من مجلسي الكونغرس. في 4 يناير من عام 2007، أصبحت بيلوسي أول امرأة تشغل منصب الناطق باسم مجلس النواب الأمريكي. في 3 من شهر يناير من عام 2019، أصبحت بيلوسي أول امرأة تحتفظ بذلك المنصب.
دخلت مازي هيرونو مجلس النواب في عام 2007 كواحدة من أول بوذيين (إلى جانب هانك جونسون) وأول امرأة بوذية تنتخب لأي من مجلسي الكونغرس.
في عام 2011، ألحق بمجلس النواب أول مرحاض خاص بالنساء بالقرب من المجلس (الغرفة إتش 211 من مبنى الكونغرس الأمريكي)، وامتلكت النساء في مجلس الشيوخ مرحاضهن الخاص خارج قاعة المجلس منذ العام 1993.
دخلت تامي دوكوورث، محاربة قديمة في حرب العراق، مجلس النواب في عام 2013 كأول امرأة من ذوي الاحتياجات الخاصة تصل إلى أي من مجلسي الكونغرس.
دخلت تولسي غابارد مجلس النواب في عام 2013 كأول شخص هندوسي يصل إلى أي من مجلسي الكونغرس. ودخلت كيرستن سينيما المجلس في السنة نفسها كأول شخص مزدوج التوجه الجنسي بشكل علني يصل إلى أي من مجلسي الكونغرس.
في انتخابات مجلس النواب لعام 2018، كان هناك موجة ممن انتخبوا لأول مرة لمجلس النواب للكونغرس رقم 116. انتخبت 103 امرأة أو أعيد انتخابهن للمجلس، وهو ما كان رقمًا قياسيًا جعل العديد يطلقون اسم «عام النساء» في إشارة إلى سنة أولى من نوعها كهذه، أي انتخابات مجلس الشيوخ لعام 1992. أصبحت شاريس ديفيدز وديب هالاند أول امرأتين أمريكيتي الأصل تنتخبان لأي من مجلسي الكونغرس.